# Rolf Peters
Rolf Peters (10 september 1971) speelde drie interlands voor de Nederlandse hockeyploeg. De doelman van Victoria en HC Klein Zwitserland zijn entree viel samen met de opkomst van Guus Vogels (HGC) en de rentree van Bart Looije (Amsterdam). Beiden streden midden jaren negentig om de plaats achter de op dat moment onomstreden eerste keuze Ronald Jansen.